# Foolow
Foolow – wieś w Anglii, w hrabstwie Derbyshire, w dystrykcie Derbyshire Dales. Leży 43 km na północ od miasta Derby i 225 km na północny zachód od Londynu.